# Chiesa di Santa Maria Assunta di Pognana
La chiesa di Santa Maria Assunta è un edificio di culto cattolicesimo situato nella frazione di Pognana, nel comune di Fivizzano, in provincia di Massa-Carrara.

## Storia e descrizione
La chiesa come si presenta attualmente è frutto di restauri effettuati nel 1930 dalla Soprintendenza ai Monumenti di Firenze allora competente per il territorio. La planimetria della chiesa presenta delle irregolarità poiché è costituita da tre navate di diversa lunghezza, chiusa a levante da due absidi semicircolari e dal basamento del campanile che ingloba la terza, visibile solo al suo interno.
La chiesa è citata per la prima volta nel 1148. Un impulso stilistico innovativo lo diede il prete Gasparo Palmieri di Agnino il quale la dotò di una bella piletta per l'acqua santa nell'anno 1474, recante scolpito lo stemma della dominazione malaspiniana della Linea dello Spino Fiorito. Nella navata destra, murato, un frammento marmoreo che rappresenta, su una faccia, due pavoni che si affrontano al fonte e, sull'altra, una croce con riccioli ai bracci e un grappolo iscritto assieme ad un intreccio vimineo che riporta al periodo longobardo-carolingio (VIII-IX secolo). Interessanti i capitelli, che mostrano un taglio stilistico negli animali, nei mostri, nei giochi geometrici; si ripete lo stesso repertorio iconografico e di linguaggio di quelli delle Pievi di Codiponte e di Pieve di San Paolo (Fivizzano), anche se qui più fortemente stilizzati e meglio conservati. Forse la chiesa sorse su una piccola cappella - che forma ancora la base della torre costruita in forme romaniche - che ha l'abside inserita completamente nella muratura. La pittura dell'abside centrale è opera di Luigi Battistini eseguita negli anni 1950, come pure di quegli anni sono i tre altari in marmo.